# Щит-Немирович, Якуб
Якуб Немирович по прозвищу Щит (Якуб Янович Немирович, Якуб Щит, Якуб Щит-Немирович) (умер 1493/1494) — государственный деятель Великого княжества Литовского, наместник брестский (1479—1492), маршалок господарский (1483), член великокняжеской рады (1483), наместник брянский (1492—1493/1494).

## Биография
Представитель литовского дворянского рода Немировичей герба «Ястржембец». Сын маршалка господарского Яна Немировича (ум. до 1465) и Маргариты, внук литовского боярина Яна Немиры из Вселюба.
С 7 июня 1479 года он известен в качестве старосты брестского, заменив на этой должности Яна Носуту из Мендзыжца. Один из приближенных великого князя литовского и короля польского Казимира Ягеллончика. В 1480 году в звании старосты брестского и маршалка господарского он участвовал в подписании договора между великим князем литовским Казимиром Ягеллончиком и верховскими пограничными князьями Новосильскими, Воротынскими и Одоевскими.
В конце своей жизни Якуб Немирович был переведен на пограничное наместничество в Брянске. Скончался на рубеже 1493/1494 годов. Великий князь литовский Александр Ягеллон назначил его преемником князя Федора Ивановича Заславского.
Якубу Немировичу принадлежали Вселюб, Жулин, Воля-Жулиньска, Следзянув, Бацик, Бужыски, Хутковице. В результате многолетних судебных тяжб, связанных с имениями Жулин и Воля-Жулиньска, избавился от них вместе с королевским имением Грушев, получив взамен ряд сел от боярина Андрея с Малевых-Гур.
Владелец села Дзенцёлово в Белзской земле, которое позднее было названо Щиты-Дзенцёлово в честь его собственника, чтобы отличить его от других сел с таким же названием в Белзской земле.

## Семья
Якуб Янович Немирович-Щит был женат на Опрании Мишковне Вештортович, дочери наместника слонимского и ловчего господарского Мишки Вештортовича. Супруги имели следующих детей:
- Ян (ум. 1519/1520), маршалок господарский
- Станислав
- Николай (ум. до 1535), маршалок господарский
- Маргарита, жена Бартоломея Бутко
- Анна, муж — войский белзский Павел Рачко
- Эльжбета, жена Николая Ильинича (ум. 1536), сына наместника смоленского Николая Ильинича и племянника маршалка надворного литовского Юрия Ильинича. Их дочь Анна Ильинич стала женой старосты кобринского Вацлава Костевича и князя Яна Викторина Гедройца

Современники называли Якуба Яновича Немировича «Щитом». Его сыновья стали называться «Щитами» или "Щитовичами"с добавлением фамилии Немирович. Последующие потомки Якуба носили двойную фамилию «Немировичи-Щиты» («Щиты-Немировичи»), чтобы отличаться от других семей, имевших фамилию Немирович.